# John Montgomery
Benjamin Lear, ameriški jahač in častnik, * 22. november 1881, † 1948.
Na poletnih olimpijskih igrah leta 1912 je osvojil ekipno bronasto medaljo v trodnevnem jahalnem dogodku, na poletnih olimpijskih igrah pa ekipno bronasto medaljo v polu.